# Gerlinde Dillge
Gerlinde Dillge (* 15. Mai 1943 in Quedlinburg) ist eine deutsche Schauspielerin,
Synchron- und Hörspielsprecherin.

## Leben
Nach ihrer Ausbildung zur Schauspielerin am Seminar der Hamburger Kammerspiele, spielte Gerlinde Dillge dort und auch anderen deutschen Theatern wie dem Ernst-Deutsch-Theater, der Kleinen Komödie von Peter Ahrweiler, den Bühnen der Stadt Köln, dem Staatstheater Saarbrücken, dem Theater Lübeck und dem Hessischen Landestheater Marburg. Von 1998 bis 2003 war Dillge am Grenzlandtheater Aachen verpflichtet, 2007 gastierte sie an der Berliner Tribüne. Weiter war sie auf Theatertourneen mit dem Euro-Studio Landgraf und veranstaltet Soloprogramme, unter anderem auf Kreuzfahrtschiffen. In der Spielzeit 2015/16 gehört sie dem Ensemble des Theaters Lauenburg an.
Gelegentlich dreht Dillge auch für das Fernsehen, so war sie in Serien wie Faust, Großstadtrevier und SOKO Wismar zu sehen, ferner spielte sie in einigen Folgen der Telenovela Rote Rosen. Außerdem arbeitet sie als Sprecherin von kommerziellen Hörspielproduktionen wie z. B. Ein Fall für TKKG oder Die drei ???. In der Hörspielserie Die Alte und der Kommissar ist Dillge seit 2019 in der Hauptrolle der Adele Fuchs zu hören, welche darin zusammen mit dem von Manfred Liptow gesprochenen Kommissar Waldemar Hering ermittelt. Sie ist außerdem als Synchronsprecherin tätig und war unter anderem die deutsche Stimme von Harriet Walter in der Fernsehserie The Crown.
Gerlinde Dillge lebt in Hamburg.

## Filmografie
- 1983: Kurtheater Holtendiek
- 1995: Faust – Unfallflucht
- 2002: Großstadtrevier – Rosenkrieger
- 2013: SOKO Wismar – Hinter verschlossenen Türen
- 2014: Rote Rosen (9 Folgen)
- 2019: Die Pfefferkörner – Entenjagd

## Hörspiele
- 1974: Ein Platz für große Tiere – Autorin: Hannelies Taschau – Regie: Wolfgang Schenck
- 1974: Konzertstück – Autor: Georges Perec – Regie: Wolfgang Schenck
- 1985: Der Ausreißer – Autorin: Wendy de la Bere – Regie: Hans Rosenhauer
- 1990: Die Schipper-Kids (4. Folge: Die Schipper-Kids und der doppelte Verdacht) – Autor: Wolfgang Pauls – Regie: Hans Helge Ott
- 2013: Abzählen – Autorin: Tamta Melaschwili – Regie: Elisabeth Putz
- 2016: Tintentod – Autorin: Cornelia Funke – Regie: Frank Gustavus
- 2019: Die Hexe Lindenbart (6. Folge: Igor und die Wunderlampe) – Autorin: Martina Schaeffer – Regie: Martina Schaeffer & Marcus Klare
- 2021: Die Hexe Lindenbart (7. Folge: Hilfeee! Hilfe) – Autorin: Martina Schaeffer – Regie: Martina Schaeffer & Marcus Klare
- 2022: Die Hexe Lindenbart (8. Folge: Pfui, Stinkwanzen) – Autorin: Martina Schaeffer – Regie: Martina Schaeffer & Marcus Klare
- 2022: Die Hexe Lindenbart (9. Folge: Farbenrausch im Gruselmoor) – Autorin: Martina Schaeffer – Regie: Martina Schaeffer & Marcus Klare